# Chatham (Anglia)
Chatham – miasto w Wielkiej Brytanii, w Anglii, w hrabstwie Kent, w dystrykcie (unitary authority) Medway, przy ujściu rzeki Medway do Morza Północnego.

## Historia
Nazwę Chatham zapisano po raz pierwszy jako Cetham, w roku 880. Pochodzi od rdzenia ceto i staroangielskiego ham, co w sumie oznacza osadę leśną. W Domesday Book jej nazwę zapisano jako Ceteham.

## Gospodarka
W mieście rozwinął się przemysł stoczniowy, spożywczy oraz drzewny.

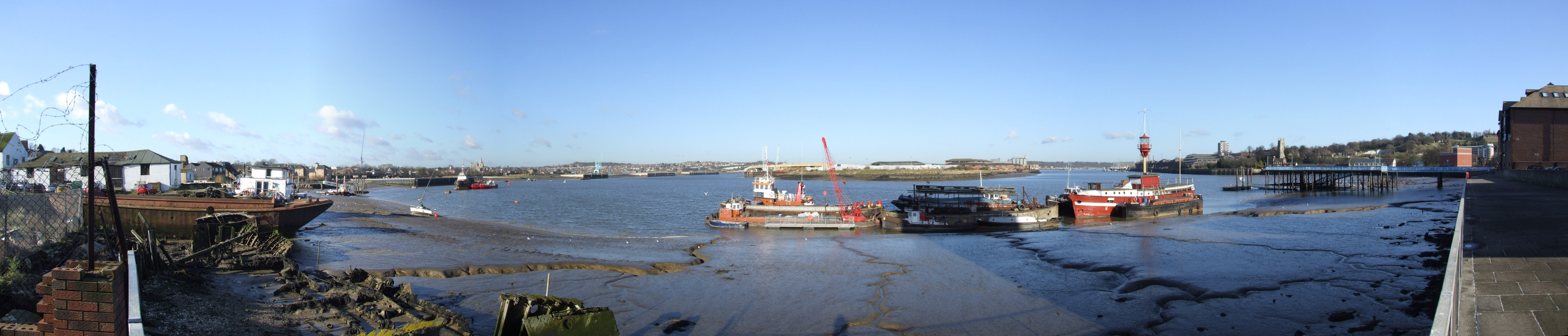
Panorama rzeki Medway